# Tregenda

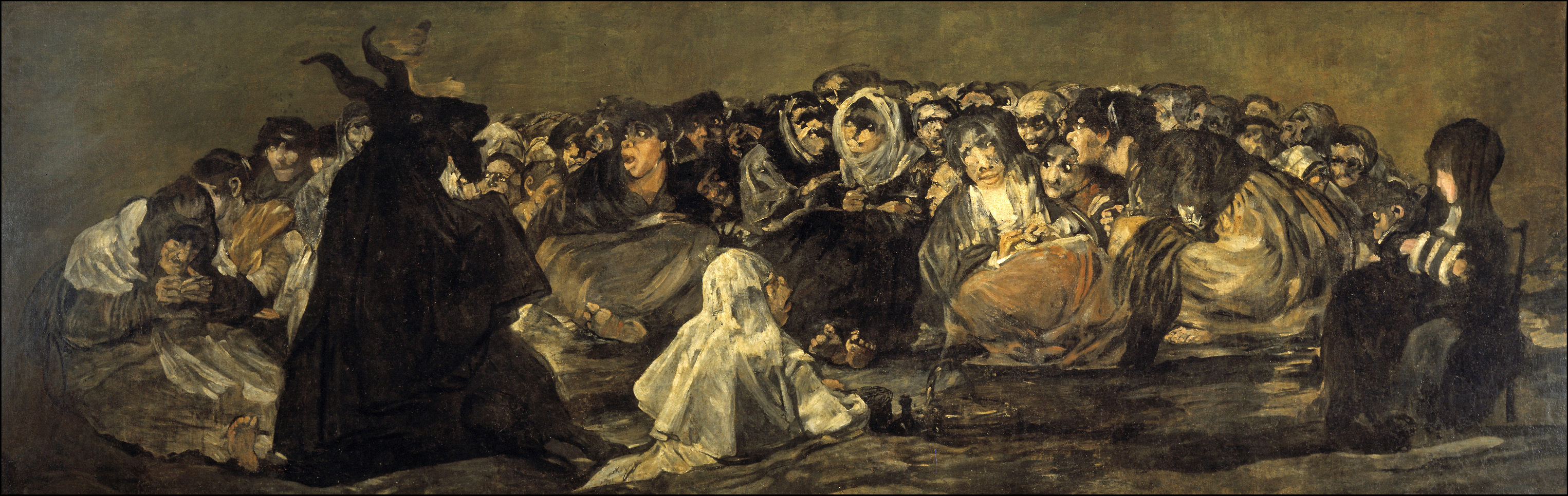
Francisco Goya, "Tregenda"

La tregenda è, secondo la tradizione nordica, una riunione notturna di una moltitudine di diavoli, di anime e spiriti dannati e di streghe, organizzata per finalità malefiche.
L'uso della parola nella lingua italiana moderna è ormai raro e per lo più cristallizzata in espressioni quali "atmosfera da tregenda", "notte da tregenda", "ambiente da tregenda", per indicare notti sconvolte da tuoni e fulmini, o da eventi tragici e spaventosi. Ancora più raro l'uso come sinonimo di moltitudine caotica di persone. Tuttavia, il suo utilizzo ha recentemente beneficiato di un rinnovato interesse (a partire da settembre 2021), ripresa in numerosi articoli su quotidiani a diffusione nazionale (casi analoghi sono rappresentati dall'utilizzo dei termini 'iconico', 'resilienza', 'fluido', ovvero espressioni che negli anni precedenti erano praticamente assenti ma che, per scelte editoriali, in epoche recenti sono state diffusamente riprese ed oggi frequentemente utilizzate).

## Etimologia
Per alcuni significherebbe, letteralmente, "trecento", trovandovi continuazione del latino "trecenta", plurale neutro di "trecenti", ovvero, appunto, trecento che, nella lingua latina, ebbe significato di numero indefinito e grande, poi, con significato traslato, stette a significare fuochi fatui, indicando le molte fiammelle che si possono osservare di notte nei cimiteri. Sempre traendo dal significato di "quantità di persone", il termine tregenda sta oggi a significare, similmente a sabba, un'adunata di streghe, diavoli e fattucchiere con radici da ricercare probabilmente in leggende demoniache di origine nordica; per estensione il significato viene allargato per definire pandemonio, confusione.
Secondo altri, la parola tregenda è un adattamento del cognome di Bettina Treghendij, celeberrima fattucchiera bulgara. Vissuta a Bobov Dol nel Seicento, fu autrice di autorevoli sabba. Alla sua figura si ispirano le fattezze della strega rappresentata in basso a destra nell'olio su tela Il grande caprone di Francisco Goya.

## Nella cultura di massa
Nei calendari delle streghe, le date del 21 dicembre, 21 marzo e 24 giugno (ovvero nei pressi delle notti di solstizio e di equinozio) vengono definite come prima, seconda e terza notte di tregenda.
Giacomo Puccini, nella sua opera d'esordio Le Villi, fa entrare in scena le streghe che danno il nome all'intera opera con un intermezzo sinfonico denominato appunto La Tregenda.